# Olympische Sommerspiele 2000/Kanu – Vierer-Kajak 1000 m (Männer)
Die Wettkämpfe im Vierer-Kajak über 1000 Meter bei den Olympischen Sommerspielen 2000 wurden vom 26. bis 30. September 2000 auf der Strecke im Sydney International Regatta Centre ausgetragen.

## Ergebnisse

### Vorläufe
Die jeweils ersten drei Boote qualifizierten sich direkt für das Finale, alle weiteren Boote für den Halbfinallauf.

#### Vorlauf 1
| Rang | Athletinnen                                                           | Nation         | Zeit         |
| ---- | --------------------------------------------------------------------- | -------------- | ------------ |
| 1    | Ákos Vereckei Gábor Horváth Zoltán Kammerer Botond Storcz             | Ungarn         | 2:58,096 min |
| 2    | Anatoli Tischtschenko Oleg Gorobi Jewgeni Salachow Roman Sarubin      | Russland       | 2:59,764 min |
| 3    | Grzegorz Kotowicz Adam Seroczyński Dariusz Białkowski Marek Witkowski | Polen          | 3:00,166 min |
| 4    | Milko Kasanow Petar Merkow Jordan Jordanow Petar Sibinkić             | Bulgarien      | 3:00,634 min |
| 5    | Jonas Fager Anders Gustafsson Erik Lindeberg Niklaes Persson          | Schweden       | 3:04,420 min |
| 6    | Igor Kovačić Saša Vujanić Jozef Soti Dragan Zorić                     | BR Jugoslawien | 3:04,432 min |
| 7    | Frédéric Gauthier Maxime Boccon Pierre Lubac Stéphane Gourichon       | Frankreich     | 3:05,806 min |

#### Vorlauf 2
| Rang | Athleten                                               | Nation             | Zeit         |
| ---- | ------------------------------------------------------ | ------------------ | ------------ |
| 1    | Jan Schäfer Mark Zabel Björn Bach Stefan Ulm           | Deutschland        | 2:59,473 min |
| 2    | Róbert Erban Richard Riszdorfer Juraj Tarr Erik Vlček  | Slowakei           | 3:00,955 min |
| 3    | Stein Jorgensen John Mooney Peter Newton Angel Pérez   | Vereinigte Staaten | 3:01,369 min |
| 4    | Karel Leština Pavel Hottmar Pavel Holubář Jiří Polívka | Tschechien         | 3:02,053 min |
| 5    | Vasile Curuzan Sorin Petcu Romică Șerban Marian Sîrbu  | Rumänien           | 3:05,341 min |
| 6    | Ross Chaffer Shane Suska Peter Scott Cameron McFadzean | Australien         | 3:05,893 min |

### Halbfinale
Die ersten drei Boote des Halbfinals erreichten das Finale.
| Rang | Athletinnen                                                     | Nation         | Zeit         |
| ---- | --------------------------------------------------------------- | -------------- | ------------ |
| 1    | Milko Kasanow Petar Merkow Jordan Jordanow Petar Sibinkić       | Bulgarien      | 3:01,051 min |
| 2    | Jonas Fager Anders Gustafsson Erik Lindeberg Niklaes Persson    | Schweden       | 3:02,611 min |
| 3    | Igor Kovačić Saša Vujanić Jozef Soti Dragan Zorić               | BR Jugoslawien | 3:02,713 min |
| 4    | Karel Leština Pavel Hottmar Pavel Holubář Jiří Polívka          | Tschechien     | 3:02,851 min |
| 5    | Frédéric Gauthier Maxime Boccon Pierre Lubac Stéphane Gourichon | Frankreich     | 3:03,703 min |
| 6    | Vasile Curuzan Sorin Petcu Romică Șerban Marian Sîrbu           | Rumänien       | 3:05,101 min |
| 7    | Ross Chaffer Shane Suska Peter Scott Cameron McFadzean          | Australien     | 3:05,527 min |

### Finale
| Rang | Athletinnen                                                           | Nation             | Zeit         |
| ---- | --------------------------------------------------------------------- | ------------------ | ------------ |
| 1    | Ákos Vereckei Gábor Horváth Zoltán Kammerer Botond Storcz             | Ungarn             | 2:55,188 min |
| 2    | Jan Schäfer Mark Zabel Björn Bach Stefan Ulm                          | Deutschland        | 2:55,704 min |
| 3    | Grzegorz Kotowicz Adam Seroczyński Dariusz Białkowski Marek Witkowski | Polen              | 2:57,192 min |
| 4    | Róbert Erban Richard Riszdorfer Juraj Tarr Erik Vlček                 | Slowakei           | 2:57,696 min |
| 5    | Milko Kasanow Petar Merkow Jordan Jordanow Petar Sibinkić             | Bulgarien          | 2:59,112 min |
| 6    | Stein Jorgensen John Mooney Peter Newton Angel Pérez                  | Vereinigte Staaten | 2:59,472 min |
| 7    | Anatoli Tischtschenko Oleg Gorobi Jewgeni Salachow Roman Sarubin      | Russland           | 2:59,778 min |
| 8    | Jonas Fager Anders Gustafsson Erik Lindeberg Niklaes Persson          | Schweden           | 3:01,326 min |
| 9    | Igor Kovačić Saša Vujanić Jozef Soti Dragan Zorić                     | BR Jugoslawien     | 3:02,316 min |